# Оттен, Джонни
Джонни Оттен (нем. Jonny Otten; род. 31 января 1961, Хаген, Северный Рейн-Вестфалия) — западногерманский футболист, защитник.

## Карьера

### Клубная карьера
Во взрослом футболе дебютировал в 1979 году в клубе «Вердер», где сразу же начал участвовать в матчах чемпионата. До конца 1990 года Оттен всегда играл в основном составе клуба. 26 ноября 1983 года Оттен забил свой первый гол в домашнем матче против «Кикерс» (Оффенбах). В сезоне 1987/88 завоевал титул чемпиона Германии и в том же году стал обладателем Суперкубка. В 1992 году команда завоевала Кубкок обладателей кубков УЕФА.
В 1992 году Оттен покинул «Вердер» и присоединился к «Ольденбургу», где сыграл всего в двух матчах. В следующем году перешёл в «Клоппенбург», а после выступал за «Шёнберг 95» и «Роттенбургер», но нигде надолго не задерживался. Завершил карьеру футболиста в 1996 году.

### Карьера в сборной
В 1983 году дебютировал в официальных матчах в составе национальной сборной ФРГ. Его первый матч состоялся 23 февраля 1983 года, когда он вышел на поле во второй половине игры против сборной Португалии.
Всего в составе сборной принял участие в шести матчах, не забив ни одного года.

## Достижения
«Вердер»
- Чемпион Германии: 1987/88
- Обладатель Кубка Германии: 1990/91
- Обладатель Кубка обладателей кубков УЕФА: 1991/92
- Обладатель Суперкубка Германии: 1988[3]